# Josef Dell
Hermann Josef Wilhelm Dell (* 9. Juni 1859 in Wien; † 5. September 1945 in Brünn) war ein österreichischer Architekt, Bauforscher und Professor an der Deutschen Technischen Hochschule in Brünn.

## Leben
Josef Dell besuchte die Oberrealschule in Wien, anschließend die Technische Hochschule, die Architekturschule der Akademie der Bildenden Künste in Wien, dann die Universität in Prag und Wien, wo er seine Dissertation in Architektur und Archäologie schrieb. 1890 wurde Dell Professor für das Baufach und Mathematik an der  Höheren Gewerbeschule in Czernowitz berufen. Im Jahre 1905 wurde er ordentlicher Professor an der Deutschen Technischen Hochschule in Brünn, war Dekan der Architekturschule und Leiter der archäologischen Abteilung. Er verblieb bis 1937 im Lehramt. Dell war unverheiratet. 
Mehrere Jahre lang nahm er an den österreichischen Ausgrabungen in Ephesos teil. Ebenso machte er später in Arabien, Griechenland, Haifa und Jerusalem archäologische Studien, wobei er sich hauptsächlich mit der Rekonstruktion griechischer Bauten aus dem Altertum beschäftigte. Er erforschte die im Altertum gebräuchliche Bauweise und die mathematisch-geometrischen Berechnungen der antiken Baudenkmäler.
Im Jahr 1944 erhielt er die Goethe-Medaille für Kunst und Wissenschaft.

## Veröffentlichungen
- Funde von Carnuntum II. Das Solabründl von Deutsch-Altenburg. In: Archäologisch-epigraphische Mitteilungen aus Österreich-Ungarn 18, 1895, S. 202–207 (Digitalisat).
- Das Lysikrates-Denkmal in Athen. Ein architekturgeschichtliches Problem. In: Allgemeine Bauzeitung 67, 1902, 1, S. 31–38.
- Das Erechtheion in Athen. Bauanalytisch untersucht, erklärt und ergänzt. Brünn, Prag, Leipzig, Wien 1934 (Digitalisat).

| Personendaten    | Personendaten                                                                                          |
| ---------------- | --- |
| NAME             | Dell, Josef                                                                                            |
| ALTERNATIVNAMEN  | Dell, Hermann Josef Wilhelm (vollständiger Name)                                                       |
| KURZBESCHREIBUNG | österreichischer Architekt, Bauforscher und Professor an der Deutschen Technischen Hochschule in Brünn |
| GEBURTSDATUM     | 9. Juni 1859                                                                                           |
| GEBURTSORT       | Wien                                                                                                   |
| STERBEDATUM      | 5. September 1945                                                                                      |
| STERBEORT        | Brünn                                                                                                  |